# Бюст Куликова (Семикаракорск)
Бюст Куликова — бюст писателя Бориса Николаевича Куликова в городе Семикаракорск Ростовской области. Открыт в 2007 году. Автор бюста — И. И. Масличенко.

## История
Помимо бюста Куликова, в Семикаракорске установлено несколько бюстов известным людям города и района: писателю В. А. Закруткину, строителю А. А. Араканцеву, руководителю рыболовецкого хозяйства И. В. Абрамову. Автором этих бюстов был семикаракорский скульптор, художник Иван Иванович Масличенко.
23 сентября 2007 года в день города в Семикаракорске на площади Пионерской открыт бюст писателю Б. Н. Куликову.
Куликов Б. Н. родился в станице Семикаракорской. Учился в школе, на историческом факультете Ростовского государственного университета, после чего жил и работал в городе Семикаракорске.
Писать и публиковаться начал в годы учёбы в университете. Первая книга «Стихи» Куликова была издана в 1964 году в издательстве «Молодая гвардия». В 60-е годы он был автором сборников стихотворений: «Сенокосная пора» (1968), «Вербохлёст» (1968), в 70-е — «Чудный месяц» (1972), «Поле Куликово» (1973), в 80-е — «Удаль» (1983), «Вольница» (1984). Некоторые его произведения посвящены родному городу Семикаракорску. Писал также повести и рассказы. В 1975 году вышла его книга прозы «Мои дорогие люди», в 1976 году — книга «Быстрина».
В разные годы Б. Куликов работал в Кустанайской области, на Алтае, но постоянно возвращался в родной город. В гости к писателю заезжали Василий Шукшин, А. Ларионова, Н. Рыбников и др.
Горожане чтут память поэта. Имя писателя и поэта присвоено улице города Семикаракорска. Ежегодно в конце августа в Семикаракорске проводятся вечера «Август Куликова», посвященные памяти Б. Н. Куликова, с 2007 года в городе ежегодно проводится праздник «Куликовская осень». В дни памяти писателя горожане собираются у памятника и читают его стихи.

## Описание
Бюст писателя Бориса Николаевича Куликова установлен на кирпичной постаменте. Рядом с памятником установлена каменная глыба, на ровной поверхности которой написано стихотворение писателя: «Откуда я? С Дона! Где высь да простор, где сладкие звоны Семикаракор, где поле широко, работа красна, где песня далёко-далёко слышна…».
Территория вокруг памятника благоустроена.